# Alphonse Leduc
Alphonse Leduc (Nantes, 1804 - París, 1868) fue un instrumentista, compositor y editor francés.
Aprendió a tocar el violín con su padre, y después estudió composición y flauta y en el Conservatorio de París donde fue alumno de Anton Reicha. Miembro de una familia de editores y compositores el 1841 fundó en París una editorial propia que se unió en la casa principal con su nombre. Fue un compositor extraordinariamente prolífico pues compuso alrededor de 1300 obras. Además fue, virtuoso del piano, el violín el fagot y la guitarra. Hace falta mencionar sus 328 piezas para piano y las obras didácticas: Méthode de piano à el usatge des pensionats; Etudes elémentaires; Etudes melòdiques; Etudes de Mécanisme; Etudes de gener; Bibliotheque des jeunes pianistes, etc.
Su hijo, Alphonse-Charles Leduc (París 1844-1892), creó las importantes colecciones instrumentales de enseñanza que se convirtieron en la especialidad de la compañía y se han ido expandiendo desde entonces. Alphonse Émile Leduc (1878-1951) continuó las colecciones de enseñanza, desarrolló las audiciones escolares de la empresa y publicó varias obras sinfónicas de importantes compositores. Sus hijos, Claude-Alphonse (1910-1995) y Gilbert Leduc (1911-1985), que entraron al negocio el 1928, consiguieron ampliar Éditions A. Leduc de 1951 a 1985.